# Сербиновка (Хмельницкая область)
Сербиновка (укр. Сербинівка) — село в Староконстантиновском районе Хмельницкой области Украины.
Население по переписи 2001 года составляло 777 человек. Почтовый индекс — 31146. Телефонный код — 3854. Занимает площадь 1,838 км². Код КОАТУУ — 6824288001.

## Местный совет
31146, Хмельницкая обл., Староконстантиновский р-н, с. Сербиновка

## История
В 19 веке село находилось в составе Новоград-Волынского уезда, Волынской губернии — юго-западная губерния Российской империи.
Административный центр — до 1795 г. Изяславль, затем до 1804 город Новоград-Волынский. В 1804 году губернским центром официально стал город Житомир.
Жители села были прихожанами церкви села Острополь (нов. Старый Острополь)

## В годы советской власти
22 января 1918 года была провозглашена Украинская Народная Республика (УНР),в составе которой село вошло в состав Подольской области Остропольского района.
В 1923 г. был образован Староконстантиновский район как административно- территориальная единица в составе Хмельницкой области, на территории которого и расположено село.

## Известные люди
В Сербиновке родился украинский поэт и переводчик Освальд Бургардт (Юрий Клен).
- Газинский, Виталий Иванович (1945—2019) — украинский дирижёр и композитор, народный артист Украины (1994).